# 22. Panzer-Division (Wehrmacht)
Die 22. Panzer-Division war eine Panzer-Division der Wehrmacht während des Zweiten Weltkriegs. Die Division wurde 1941 im besetzten Frankreich aufgestellt und an die Ostfront verlegt, wo sie schließlich bei der Schlacht von Stalingrad 1942/43 vernichtet wurde.

## Geschichte

### Aufstellung
Die 22. Panzer-Division wurde am 25. September 1941 im Südwesten Frankreichs im Raum Tours-Poitiers-Niort gebildet. Die 22. Panzer-Division war die letzte deutsche Panzer-Division die mit Panzer 38(t) ausgerüstet wurde, welche zum Aufstellungszeitpunkt nicht mehr den aktuellen Anforderungen an Panzerschutz und Bewaffnung auf den meisten Kriegsschauplätzen entsprachen.
Die Gliederung mit den für den Verband durchgeführten Neuaufstellungen war:
- Divisionsstab () (aus )
- Panzer-Regiment 204 () (aus der Hälfte der Panzer-Brigade 101 (insbesondere dem Beutepanzer-Regiment 204) und Personalabgaben der 2. Panzer-Division)
- Schützen-Brigade 22 () (aus Personal des Infanterie-Bataillon (mot.) z.b.V. 200)
  - Schützen-Regiment 129 () (aus Rahmenpersonal der 2. Panzer-Division aufgefüllt mit Personal-Einheiten der Wehrkreise VI, IX und X und 5. Kompanie durch Personaleinheiten des OB West)
  - Schützen-Regiment 140 () (aus Rahmenpersonal der 2. Panzer-Division aufgefüllt mit Personal-Einheiten der Wehrkreise XIII und XVII und 5. Kompanie durch Personaleinheiten des OB West)
  - Kradschützen-Bataillon 24 () (aus )
- Artillerie-Regiment (mot.) 140 () (aus Stab und III. Arbteilung Artillerie-Regiment 337, II. Abteilung / Art.Rgt. 44 und IV. Abteilung / Art.Rgt. (mot.) 227)
- Panzer-Aufklärungs-Abteilung 140 () (aus Masse der Panzer-Aufklärungs-Abteilung 5 (2. Pz.Div.) in den Wehrkreisen VII und XVII)
- Panzerjäger-Abteilung 140 () (aus 3. Kompanie / Panzerjäger-Abteilung 38 und Panzerjäger-Ersatz-Abteilung 20)
- Panzer-Nachrichten-Abteilung (mot.) 140 () (aus Panzer-Nachrichten-Ersatz-Abteilung 81 (Weimar))
- Pionier-Bataillon (mot.) 50 () (aus Heerestruppen der Heeresgruppe Süd auf der Krim zugeführt)
- Sonstige Versorgungstruppen mit der Nr. 140

Im März 1942 wurde sie der Heeresgruppe Süd unterstellt und in den Südabschnitt der Ostfront verlegt.

### Einsatz bei der Heeresgruppe Süd
Der erste Einsatz während einer deutschen Offensivoperation am 20. März 1942 misslang und die Gefechtsstärke fiel auf 30–40 % der Soll-Stärke (laut Kriegsstärkenachweis).
Die Division verblieb auf der Krim, bis sie an der deutschen Offensive Trappenjagd unter Erich von Manstein teilnahm.
Nach der erfolgreichen Offensive wurde die 22. Panzer-Division im Mai 1942 nach Charkow entsandt, von wo sie an der deutschen Sommeroffensive Fall Blau teilnahm. Dabei überschritt die Division den Don und nahm so am Vorstoß bis nach Stalingrad teil.
Im Raum gegenüber den sowjetischen Brückenköpfen bei Serafimowitsch und Kletskaja hatte die 22. Panzer-Division seit Anfang August den Auftrag, gemeinsam mit der ebenfalls mit Beutepanzern R-2 bewaffneten rumänischen 1. Panzerdivision, die Nord-Flanke der 6. Armee zu schützen. Die beiden Panzer-Divisionen bildeten das XXXXVIII. Panzer-Korps, unter Kommando von Generalleutnant Ferdinand Heim. Die Ausstattung beider Divisionen erwies sich gegenüber den mit T-34 ausgestatteten sowjetischen Panzerdivisionen als nicht mehr hinreichend.

### Untergang der 22. Panzer-Division
Als am 19. November 1942 der nördliche Zangenangriff der Operation Uranus der Roten Armee mit 1,5 Millionen Soldaten gegen die deutsche 6. Armee und die deutsche 4. Panzerarmee erfolgte, sollte die Division die nördlich stehenden rumänischen Großverbände als gepanzerte Reserve verstärken. Viele der Panzer der Division waren über einen längeren Zeitraum in Unterständen geparkt und durch Stroh vor Frost geschützt worden. Als die Panzer zum Gegenangriff eingesetzt werden sollten, konnten viele von ihnen nicht gestartet werden, weil Mäuse im Stroh und dann in den Panzern Zuflucht gesucht hatten, wo sie die Isolierung der elektrischen Leitungen zernagten. Der Einsatz der Division, wurde auch dadurch beeinträchtigt, dass die Division zuvor stückweise zur Sicherung der rumänischen Hauptkampflinie eingesetzt worden war. Widersprüchliche Befehle, die die Panzerverbände in zwei verschiedene Richtungen lenkten, verschlimmerten die ohnehin schon aussichtslose Lage noch. Die Division verfügte zudem nur über 30 einsatzfähige Panzer 38t.
Als die Verteidigung der kleinen Ansiedlung Pestshanyj nordwestlich von Perelasowskij gegen überlegene Feindkräfte vom 19. bis 22. November 1942 misslang wurde die Division nahezu zerschlagen. Es gelang nur wenigen Überlebenden, sich zusammen mit Verwundeten, als Rückkämpfer zum Fluss Tschir durchzuschlagen und sich dort befindlichen Kampfgruppen anzuschließen. Der Fluss musste dabei im Winter ohne Übergangsmittel durchquert werden. Die im gleichen Einsatzraum eingesetzte rumänische 1. Panzerdivision verlor 60 % ihrer Kampfkraft und überquerte den Fluss Tshir mit nur neunzehn ihrer ursprünglich vierundachtzig einsatzfähigen R-2, die als unterlegen galten.

### Auflösung
Der Auflösungsbefehl erfolgte am 9. Februar 1943, und auf eine Weisung der Heeresgruppe Don sollten die Reste der Division in die 6. Panzer-Division eingegliedert werden, bei deren Gefechtsstand sich die verbliebenen Einheiten sich am 11. Februar 1943 melden sollten, jedoch wurde die Auflösung auf Befehl des XXXXVIII. Panzerkorps für hinfällig und 1. März für ungültig erklärt. Am selben Tag wurden die Versorgungstruppen in die 79. Infanterie-Division eingegliedert.
Zwei Tage später wurde die Divisionskampfgruppe der 22. Panzer-Division direkt dem XVII. Armee-Korps unterstellt und der Divisionsstab aufgelöst. Die Befehlsgewalt wurde vom XVII. Armee-Korps an Major Burgsthaler übertragen, und als Kampfgruppe Burgsthaler von Mitte Februar bis Anfang März eingesetzt, diese dann im April 1943 aufgelöst. Die Division wurde formal am 5. April 1943 bei Stalino in der Ukraine gestrichen.

## Kommandeure
- Generalleutnant Wilhelm von Apell: Aufstellung am 25. September 1941 – 7. Oktober 1942
- Generalleutnant Hellmut von der Chevallerie: 7. Oktober 1942 – 1. November 1942
- Generalleutnant Eberhard Rodt: 1. November 1942 – Auflösung am 5. März 1943

## Gliederung
| 1942                                                               | 1943                                                            |
| ------------------------------------------------------------------ | --------------------------------------------------------------- |
| - Panzerregiment 204                                               | - Panzerregiment 204                                            |
| - Schützenbrigade 22 - Schützenregiment 129 - Schützenregiment 140 | - Panzer-Grenadier-Regiment 129 - Panzer-Grenadier-Regiment 140 |
| - Kradschützen-Bataillon 24                                        |                                                                 |
| - Panzeraufklärungs-Abteilung 22                                   | - Panzeraufklärungs-Abteilung 140                               |
| - Artillerieregiment 140                                           | - Panzer-Artillerie-Regiment 140                                |
|                                                                    | - Heeres-Flak-Abteilung 289                                     |
| - Panzerjäger-Abteilung 140                                        | - Panzerjäger-Abteilung 140                                     |
| - Pionier-Bataillon 50                                             | - Panzer-Pionier-Abteilung 140                                  |
| - Nachrichten-Abteilung 140                                        | - Panzer-Nachrichten-Abteilung 140                              |
| - Versorgungstruppen 140                                           | - Panzer-Versorgungstruppen 140                                 |

## Bekannte Divisionsangehörige
- Hermann von Oppeln-Bronikowski (1899–1966), Goldmedaillengewinner bei den Olympischen Spielen 1936
- Franz Josef Strauß (1915–1988), Politiker (CSU), 1953–1962 und 1966–1969 Bundesminister mit verschiedenen Geschäftsbereichen, von 1978 bis zu seinem Tod Ministerpräsident des Freistaates Bayern
- Herbert Zimmermann (1917–1966), bekannter deutscher Radiokommentator von Fußballspielen nach dem Zweiten Weltkrieg